# 주공 (전한)
주공(周共, ? ~ ?)은 전한 말기의 제후로, 개국공신 주발의 현손이다.

## 행적
원시 2년(2년), 예전에 폐지된 평곡후(平曲侯)에 봉해져 가문을 이었고, 봉읍 1,000호를 받았다.

## 출전
- 반고, 《한서》 권16 고혜고후문공신표

| 선대 (113년 전) 주건덕 | 전한의 평곡후 2년 ~ ? | 후대 (불명) |